# 161P/Hartley-IRAS
161P/Hartley-IRAS – kometa okresowa należąca do grupy komet typu Halleya. Jest to także obiekt typu NEO.

## Odkrycie
Kometę tę odkrył Malcolm Hartley 4 listopada 1983 roku za pomocą UK Schmidt Telescope w Australii. Niezależnie odkryto ją tydzień później na zdjęciach przekazanych przez satelitę IRAS.

## Orbita komety i jej właściwości fizyczne
Orbita komety 161P/Hartley-IRAS ma kształt wydłużonej elipsy o mimośrodzie 0,835. Jej peryhelium znajduje się w odległości 1,27 j.a., aphelium zaś 14,17 j.a. od Słońca. Jej okres obiegu wokół Słońca wynosi 21,46 roku, nachylenie do ekliptyki to wartość 95,7˚.